# Olaf Janßen
Olaf Janßen (* 8. Oktober 1966 in Krefeld) ist ein ehemaliger deutscher Fußballspieler und heutiger -trainer.

## Karriere

### Fußballspieler
Der Mittelfeldspieler Janßen begann seine Profilaufbahn beim 1. FC Köln. Dort debütierte er in der Saison 1985/86 beim 2:0-Sieg gegen Borussia Dortmund. In einer Mannschaft mit dem ebenfalls jungen Talent Thomas Häßler und dem Nationalspieler Pierre Littbarski entwickelte er sich nach zunächst sporadischen Einsätzen kontinuierlich zum Stammspieler und bestritt auch die beiden Partien des UEFA-Pokalfinales gegen Real Madrid, in dem der 1. FC Köln unterlag.
Nach einer insgesamt schwachen Saison des Vereins baute Janßen unter dem neuen Trainer Christoph Daum in der darauffolgenden Saison seine Position aus. Obwohl der 1. FC Köln die Saison 1987/88 mit dem dritten Platz abschloss, entwickelte sich die Zeit für Janßen als ein Rückschritt, da er mit einem Knöchelbruch und einer Sehnenverletzung ein halbes Jahr pausieren musste. Er kämpfte sich in der Folgezeit wieder an die Mannschaft heran und gewann mit einer auf dem Höhepunkt befindlichen Kölner Mannschaft die Vizemeisterschaft 1989 in einem spannenden Kampf gegen den FC Bayern München, wobei er jedoch häufig über die Rolle eines Ein- bzw. Auswechselspielers nicht hinauskam und in der entscheidenden Phase der Saison fehlte.
Die anschließende Spielzeit 1989/90 entwickelte sich zur besten Saison in Janßens fußballerischer Laufbahn. Als Stammspieler wurde er mit Köln erneut Vizemeister und stand nach Siegen gegen Roter Stern Belgrad und Royal Antwerpen im Halbfinale des UEFA-Cups, das gegen Juventus Turin verloren wurde. Unterbrochen wurde diese Dauereinsatzserie lediglich durch eine rote Karte, die einzige in seiner Laufbahn, im Spiel gegen Borussia Dortmund.
Zu Beginn des neuen Jahrzehnts musste sich Janßen im Juli 1991 an der Achillessehne operieren lassen. Dies hatte einen insgesamt 18-monatigen Ausfall zur Folge, sodass er erst zur Schlussphase der Saison im April 1992 sein Comeback absolvierte. Dieses gestaltete sich erfolgreich, als der Verein unter dem erst kurz zuvor installierten Trainer Jörg Berger noch einen UEFA-Pokal-Platz erreichte. In den vier weiteren Spielzeiten, in denen Köln nach dem Weggang Littbarskis eine deutliche Abwärtstendenz zeigte und zweimal nur knapp dem Abstieg entkam, war Janßen eine der wenigen Konstanten im stets wechselnd besetzten Mittelfeld.
Vor Beginn der Saison 1996/97 wechselte er dann nach über einem Jahrzehnt in Diensten des 1. FC Köln zum Zweitligisten Eintracht Frankfurt. Dort verletzte er sich bereits in der Winterpause seiner ersten Saison am Knie und musste nach einer Operation vier Monate aussetzen. In seiner zweiten Frankfurter Spielzeit musste er sich siebenfach an der Achillessehne operieren lassen und trotz seiner Mithilfe zum Aufstieg des Vereins in die Bundesliga pausierte Janßen insgesamt 13 Monate lang.
Sein erneutes Comeback in der Bundesliga gestaltete sich positiv und in der zweiten Halbserie der Saison 1998/99 war er Teil der Mannschaft, die spektakulär durch einen 5:1-Heimsieg gegen den 1. FC Kaiserslautern am letzten Spieltag den fast sicher geglaubten Abstieg verhinderte. In der darauffolgenden Saison wurde Janßen weiter zu einem zentralen Abwehrspieler umfunktioniert und spielte zeitweise auf Leihbasis beim schweizerischen Verein AC Bellinzona.

### Trainer und Funktionär
Vor Beginn der Saison 2000/01 beendete Janßen nach 241 Bundesligaspielen seine aktive Laufbahn. Seit August 2000 war er als Scout für den Bundesligisten Eintracht Frankfurt tätig, während seine Familie weiterhin in Köln beheimatet blieb. Nachdem Janßen zwischenzeitlich die A-Trainerlizenz erworben hatte, beendete er im Januar 2001 in gegenseitigem Einvernehmen mit der Frankfurter Vereinsführung seine Scouttätigkeit und arbeitete fortan für die Scoutingfirma Soccer Collection.
Zur Spielzeit 2003/04 erhielt Janßen eine Anstellung als Co-Trainer beim Bundesligisten TSV 1860 München, bei dem er seinem ehemaligen Kölner Mannschaftskollegen Falko Götz assistierte. Unmittelbar nach dessen Entlassung im April 2004 verließ auch Janßen den Verein. Die Ausbildung zum Fußballlehrer schloss er 2004 zusammen mit Maren Meinert und André Schubert als Jahrgangsbester ab.
Seit Beginn der Saison 2005/06 war Janßen als Sportdirektor beim Regionalligisten Rot-Weiss Essen tätig. Dort arbeitete er zunächst mit dem Trainer Uwe Neuhaus zusammen, der die Mannschaft in der gleichen Spielzeit in die zweite Bundesliga führte. Nachdem Neuhaus am 8. November 2006 wegen ausbleibender Erfolge entlassen worden war, fungierte Janßen vorübergehend als Interimstrainer, ehe der Verein neun Tage später Lorenz-Günther Köstner als neuen Trainer verpflichtete. Dennoch stieg Rot-Weiss Essen am Saisonende wieder in die Regionalliga Nord ab. Am 23. März 2008 trennte sich der Verein von Janßen und zog damit die Konsequenzen aus der auch in der Regionalliga anhaltenden sportlichen Misere.
Anschließend arbeitete Janßen ab Juli 2009 als Assistenztrainer unter Berti Vogts bei der Aserbaidschanischen Nationalmannschaft.

#### Erstmals Cheftrainer
Am 4. September 2013 trat er die Nachfolge von Peter Pacult als Cheftrainer des Zweitligisten Dynamo Dresden an und unterzeichnete einen Vertrag bis zum 30. Juni 2015. Janßen übernahm das Team als Tabellenletzter mit lediglich drei Punkten nach sechs Spieltagen, in den nächsten elf Partien holte Dynamo unter seiner Regie 17 Zähler und beendete die Hinrunde der Saison 2013/14 auf dem 13. Tabellenplatz. Zum Abschluss der Saison mit bis dato fünf Siegen und 17 Unentschieden empfing Dynamo Dresden am 34. Spieltag Arminia Bielefeld zum direkten Duell um den Relegationsplatz. Die Partie endete mit einer 2:3-Niederlage, was für Dynamo Dresden den Abstieg in die 3. Liga bedeutete und zur Entlassung von Olaf Janßen als Cheftrainer führte.

#### Weitere Stationen
Ab Ende 2014 war Janßen als Berater bei Rah Ahan angestellt, der in der Persian Gulf Pro League spielte, der höchsten Liga im iranischen Fußball. Er war dort verantwortlich für die Ausbildung der Trainer und beriet den jeweiligen Cheftrainer in der Trainingsgestaltung. Nach mehreren Trainerwechseln und in der Vereinsführung legte Janßen das Amt im März 2015 nieder.
Zum Beginn der Saison 2016/17 wurde Janßen unter Jos Luhukay Co-Trainer beim zuvor abgestiegenen VfB Stuttgart. Nach Luhukays Rücktritt übernahm er am 15. September 2016 für zwei Spiele die Aufgabe des Interimstrainers. Nach der Verpflichtung des neuen Cheftrainers Hannes Wolf wechselte Janßen in die Scoutingabteilung des VfB Stuttgart. Am 2. November 2016 wechselte er dann in den Trainerstab des FC St. Pauli.
Ab 24. Mai 2017 war Janßen Cheftrainer beim FC St. Pauli, nachdem Ewald Lienen auf den Posten des Technischen Direktors gewechselt war. Am 6. Dezember 2017 wurde er freigestellt. Sein Nachfolger war Markus Kauczinski.
Im Januar 2018 wurde Janßen als Nachfolger des abgewanderten Marco Antwerpen Cheftrainer des Regionalligisten Viktoria Köln.
Zur Saison 2018/19 erhielt Janßen einen Vertrag als zweiter Co-Trainer von Bruno Labbadia (neben Eddy Sözer) beim Bundesligisten VfL Wolfsburg, der im Sommer 2019 mit dem Vertragsende Labbadias ebenfalls beendet wurde.
Am 13. April 2020 übernahmen Labbadia, Sözer und Janßen in gewohnter Konstellation die Bundesligamannschaft von Hertha BSC. Am 24. Januar 2021 wurde das Trio nach dem 18. Spieltag freigestellt, als die Mannschaft lediglich 2 Punkte Vorsprung auf den Relegationsplatz hatte.
Bereits eine Woche später, am 1. Februar 2021, unterschrieb er erneut einen Vertrag als Cheftrainer beim abstiegsbedrohten Drittligisten Viktoria Köln, für den er bereits 2018 in gleicher Funktion tätig gewesen war und den er damals nach dem Gewinn des Mittelrheinpokals verlassen hatte. In seiner zweiten Amtszeit bei der Viktoria konnte Janßen viermal den Mittelrheinpokal gewinnen und in der ersten Runde des DFB-Pokals 2022/23 sogar den Bundesligisten Werder Bremen besiegen. Unter seiner Leitung debütierten zudem 23 Spieler aus dem Nachwuchsleistungszentrum der Viktoria in der 3. Liga. Olaf Janßen beendete seine Tätigkeit als Cheftrainer bei den Kölnern nach viereinhalb Jahren, den Abschied kündigte der Drittligist bereits im Januar 2025 an.
Am 7. Mai 2025 gab die Leitung des SV Sandhausen bekannt, dass Janßen ab der Saison 2025/26 die erste Mannschaft des Vereins – deren Abstieg in die Regionalliga Südwest zu diesem Zeitpunkt bereits feststand – als Cheftrainer übernehmen und mit Fokus auf die Förderung und Eingliederung junger Talente zu nachhaltigerem Erfolg führen soll.

## Statistik
1. Bundesliga
- 209 Spiele; 16 Tore 1. FC Köln
- 32 Spiele; 1 Tor Eintracht Frankfurt

2. Bundesliga
- 18 Spiele; 2 Tore Eintracht Frankfurt

DFB-Pokal
- 14 Spiele; 2 Tore 1. FC Köln

UEFA-Cup
- 28 Spiele; 4 Tore 1. FC Köln

UI-Cup
- 3 Spiele 1. FC Köln

## Erfolge
- U-16-Europameister: 1984
- 1986 UEFA-Pokal-Finale
- 1988 Bronze-Medaille mit der Deutschen Olympiaauswahl
- 1989 Deutscher Vize-Meister
- 1990 Deutscher Vize-Meister
- 1991 DFB-Pokal-Finale

Für den Gewinn der Bronzemedaille bei den Olympischen Spielen 1988 wurden er und die gesamte deutsche Fußballolympiamannschaft mit dem Silbernen Lorbeerblatt ausgezeichnet.